# قهرمانی دبلیودبلیوئی
قهرمانی دبلیودبلیوئی (به انگلیسی: WWE Championship) که از آوریل ۲۰۲۴ بدین‌سو با نام قهرمانی بی چون و چرای دبلیودبلیوئی (به انگلیسی: Undisputed WWE Championship) شناخته می‌شود، یک عنوان قهرمانی جهانی مختص به مردان در شرکت کشتی حرفه‌ای دبلیودبلیوئی می‌باشد که در برند اسمک‌داون از آن دفاع می شود و در کنار قهرمانی سنگین وزن جهان که در شوی راو وجود دارد، عناوین جهانی این شرکت هستند. قهرمان کنونی این کمربند، کودی رودز است که برای دومین بار قهرمان این عنوان شده است. او با شکست دادن جان سینا در یک مسابقه استریت فایت در شب دوم سامر اسلم به تاریخ ۳ اوت ۲۰۲۵، قهرمان شد.
این کمربند که نخستین و قدیمی‌ترین کمربند قهرمانی ایجادشده توسط دبلیودبلیوئی است، توسط فدراسیون جهانی کشتی سابق (WWWF) در ۲۵ آوریل ۱۹۶۳، به عنوان قهرمانی سنگین وزن جهانی WWWF، پس از جدا شدن WWWF از اتحادیه ملی کشتی (NWA) در پی اختلاف ایجاد شد و نخستین قهرمان آن، بادی راجرز بود. از زمان پیدایش، این عنوان به دلیل تغییر نام شرکت و ادغام شدن سایر کمربندهای قهرمانی با این کمربند دستخوش تغییرات نام بسیاری شده است. این قدیمی‌ترین عنوان قهرمانی است که در حال حاضر در دبلیودبلیوئی فعال است و به عنوان معتبرترین عنوان قهرمانی این شرکت معرفی می‌شود و بسیاری از مسابقات مهمی که در شوهای هفتگی و پی‌پر‌ویو ها برای این عنوان قهرمانی بود، تاریخی شده است؛ از جمله مهم‌ترین رویداد دبلیودبلیوئی، رسلمنیا. دارنده فعلی قهرمانی WWE اغلب به عنوان «چهره» شرکت معرفی می شود و همچنین معمولاً یکی از بزرگترین و محبوب ترین کشتی‌گیران WWE در دوره قهرمانی خود است. به‌طورکلی در کشتی حرفه‌ای، قهرمانی دبلیودبلیوئی به عنوان یکی از معتبرترین کمربندان قهرمانی تمام دوران در نظر گرفته می شود.
از زمان ایجاد آن تا سال ۲۰۰۱، این کمربند،‌ تنها عنوان قهرمانی جهانی دبلیودبلیوئی بود. پس از پایان «جنگ دوشنبه شب‌ها» و خرید WCW توسط فدراسیون جهانی کشتی در اوایل سال ۲۰۰۱، یک عنوان جهانی دیگر به نام قهرمانی دبلیوسی‌دبلیو اضافه شد که بعدا این دو عنوان با هم ادغام شده و به نام «قهرمانی بی چون و چرای دبلیودبلیوئی» تغییر پیدا کرد. پس از اولین جداسازی برند های راو و اسمکدان در سال ۲۰۰۲، قهرمانی دبلیودبلیوئی مختص به برند اسمک‌داون شد و قید «بی چون و چرا» در ابتدای عنوان حذف شد؛ در حالی که کمربند قهرمانی سنگین وزن جهان (قدیم) برای راو ایجاد شد. در سال ۲۰۰۶،‌ ECW به سومین برند دبلیودبلیوئی تبدیل شد و عنوان قهرمانی ای‌سی‌دبلیو نیز به دو عنوان جهانی دیگر اضافه شد؛‌ هرچند این عنوان چهارسال بعد و در سال ۲۰۱۰ غیرفعال شد و قهرمانی سنگین وزن جهان در سال ۲۰۱۳ با قهرمانی دبلیودبلیوئی ادغام شد.به مدت سه سال، قهرمانی دبلیودبلیوئی تنها عنوان جهانی این شرکت بود تا اینکه قهرمانی جهانی دیگری با نام «قهرمانی یونیورسال» در سال ۲۰۱۶ و قهرمانی سنگین وزن جهان (جدید) در سال ۲۰۲۳ ایجاد شد. این کمربند قهرمانی طی درفت سال ۲۰۲۳، از برند راو به اسمکدان منتقل شد.

## تاریخچه

### منشا و مبدأ

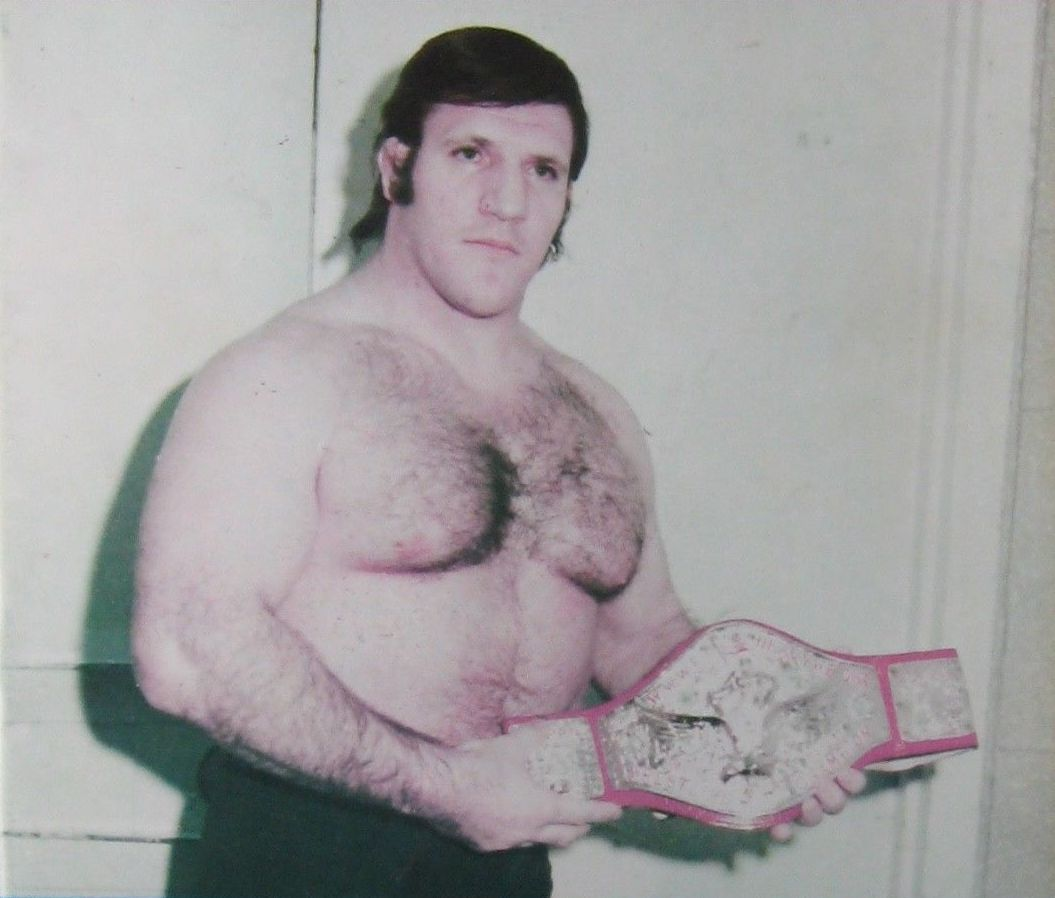
قهرمان دو دوره عنوان، برونو سامارتینو. نخستین دوره قهرمانی او، طولانی‌ترین مدت قهرمانی است. او بیش از ۷ سال این کمربند را نگه داشته بود. در اینجا او برای دومین بار قهرمان این عنوان شده است (طرح ۱۹۸۲−۱۹۷۳)؛ زمانی‌که کمربند با نام «قهرمانی سنگین‌وزن WWWF» شناخته می‌شد.

این عنوان در سال ۱۹۶۳ تأسیس شد و نخستین قهرمان آن، بادی راجرز معرفی شد. تاریخچه این کمربند از پروموشن ان‌دبلیوآ آغاز شد که دارای پروموشن‌های منطقه‌ای مختلف بود. در دهه ۱۹۵۰، کاپیتول رسلینگ کورپوریشن (CWC)، یکی از اعضای ان‌دبلیوآ بود و تا سال ۱۹۶۳، مدیران آن سهم بسیاری بر محتوای ان‌دبلیوآ داشتند. در طول این مدت، راجرز تا ۲۴ ژانویه، قهرمان سنگین‌وزن جهان ان‌دبلیوآ بود تا زمانی‌که لو ثتز توانست راجرز را شکست دهد. CWC نتیجه این مسابقه و تغییر قهرمان را با این ادعا که بایستی طبق رسم آن دوره، برنده ۲ از ۳ مسابقه به عنوان قهرمان معرفی شود، نپذیرفت و از ان‌دبلیوآ جدا شد و نام خود را به فدراسیون جهانی کشتی (WWWF) تغییر داد و کمربند جهانی خودش را با نام «قهرمانی سنگین‌وزن جهانی WWWF» تأسیس کرد و آن را به بادی راجرز داد؛ با این توضیح که او برنده یک تورنومنت در ریو دو ژانیرو شده و توانسته کشتی‌گیری آرژانتینی به نام آنتونینو روکا را شکست دهد، تورنومنتی که وجود خارجی نداشت. پس از چندین سال، در سال ۱۹۷۱، WWWF مجددا به ان‌دبلیوآ پیوست. یکی از شروط بازگشت این بود که این عنوان قهرمانی دیگر به عنوان «عنوانی جهانی» شناخته نشده و صرفا منطقه‌ای باشد. در سال ۱۹۷۹، WWWF به WWF تغییر نام داد و سپس پس از پایان قطعی وابستگی خود به ان‌دبلیوآ در سال ۱۹۸۳، این عنوان مجددا وضعیت کمربند جهانی خود را به دست آورد و به نام «قهرمانی سنگین‌وزن جهانی دبلیودبلیواف» تغییر نام داد. اگرچه این نام تا سال ۱۹۹۸ به طور رسمی بر روی کمربند باقی ماند، اما اغلب به طور خلاصه با نام «قهرمانی دبلیودبلیواف» خوانده می‌شد تا اینکه رسما در آن سال به این نام تغییر پیدا کرد.

### جنگ دوشنبه شب‌ها و ادغام

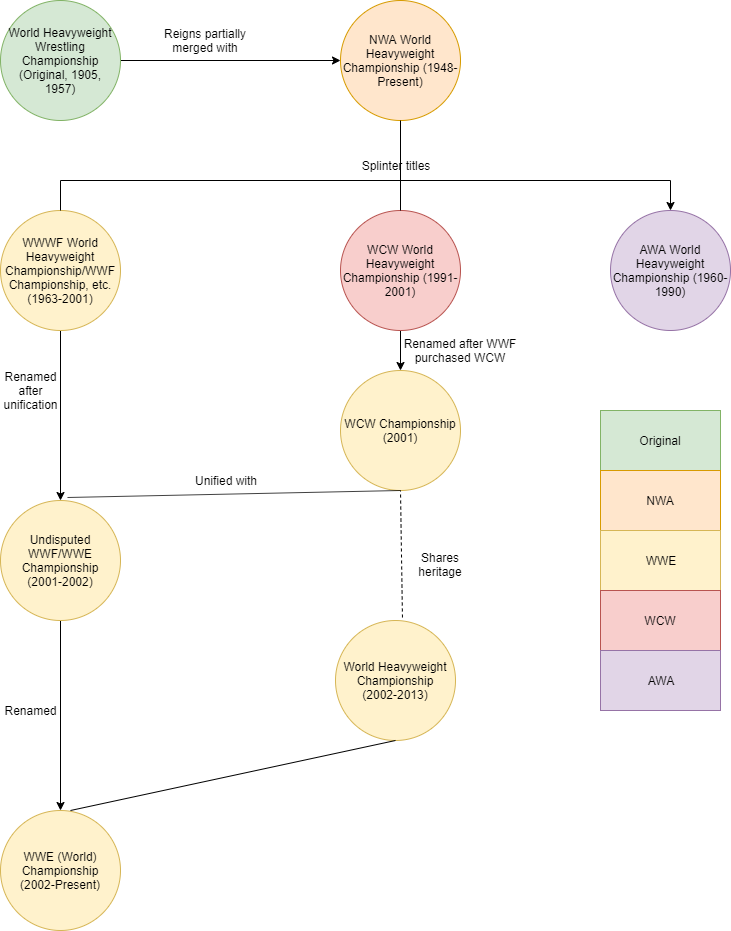
نموداری که نشان‌دهنده تاریخچه عناوین قهرمانی جهانی کشتی حرفه‌ای است که در پایان به قهرمانی دبلیودبلیوئی ختم می‌شود.

در سال ۱۹۹۱، پروموشن دبلیوسی‌دبلیو که عضوی از ان‌دبلیوآ بود، عنوان قهرمانی سنگین‌وزن خودش را به عنوان جایگزینی برای عنوان جهانی ان‌دبلیوآ تأسیس کرد. دو سال بعد، WCW از NWA جدا شد و تبدیل به رقیب اصلی دبلیودبلیواف تبدیل شد. هر دو پروموشن به جریان اصلی کشتی حرفه‌ای تبدیل شدند و در نهایت درگیر یک جنگ بر سر بیننده بیشتر تلویزیونی شدند که با توجه به پخش برنامه‌های هفتگی آنها در روز دوشنبه، به جنگ دوشنبه شب‌ها معروف شد. در پایان این جنگ، دبلیوسی‌دبلیو دچار مشکلات مالی شد که در نهایت به خرید این شرکت توسط دبلیودبلیواف در مارس ۲۰۰۱ منتهی شد. در نتیجه این خرید، دبلیودبلیواف دارایی‌های دیگر WCW از جمله عنوان قهرمانی آن شرکت را نیز به دست آورد. با این اتفاق، در عمل دبلیودبلیواف دارای دو عنوان جهانی بود: قهرمانی دبلیودبلیواف و قهرمانی دبلیوسی‌دبلیو که بعدا به عنوان قهرمانی جهان تغییرنام داد.
در دسامبر ۲۰۰۱، دو عنوان قهرمانی در پی‌پرویوی ونجنس، ادغام شدند. در این رویداد، استون کلد استیو آستین با شکست کرت انگل، همچنان قهرمان دبلیودبلیواف باقی‌ماند و کریس جریکو با شکست دادن د راک، قهرمان جهان شد. پس از این، جریکو با شکست دادن آستین، این دو عنوان را با هم ادغام کرده و نخستین قهرمان بی چون و چرای دبلیودبلیواف شد؛ قهرمانی دبلیودبلیواف باقی‌ماند و قهرمانی جهانی (دبلیوسی‌دبلیو) بازنشسته شد. با این حال، جریکو از هر دو کمربند به عنوان نشان‌دهنده قهرمانی بی چون و چرای خودش استفاده می‌کرد تا اینکه در رسلمنیا ۱۸، تریپل اچ او را شکست داد و از یک طرح جدید برای کمربند استفاده کرد.

### اختلافات

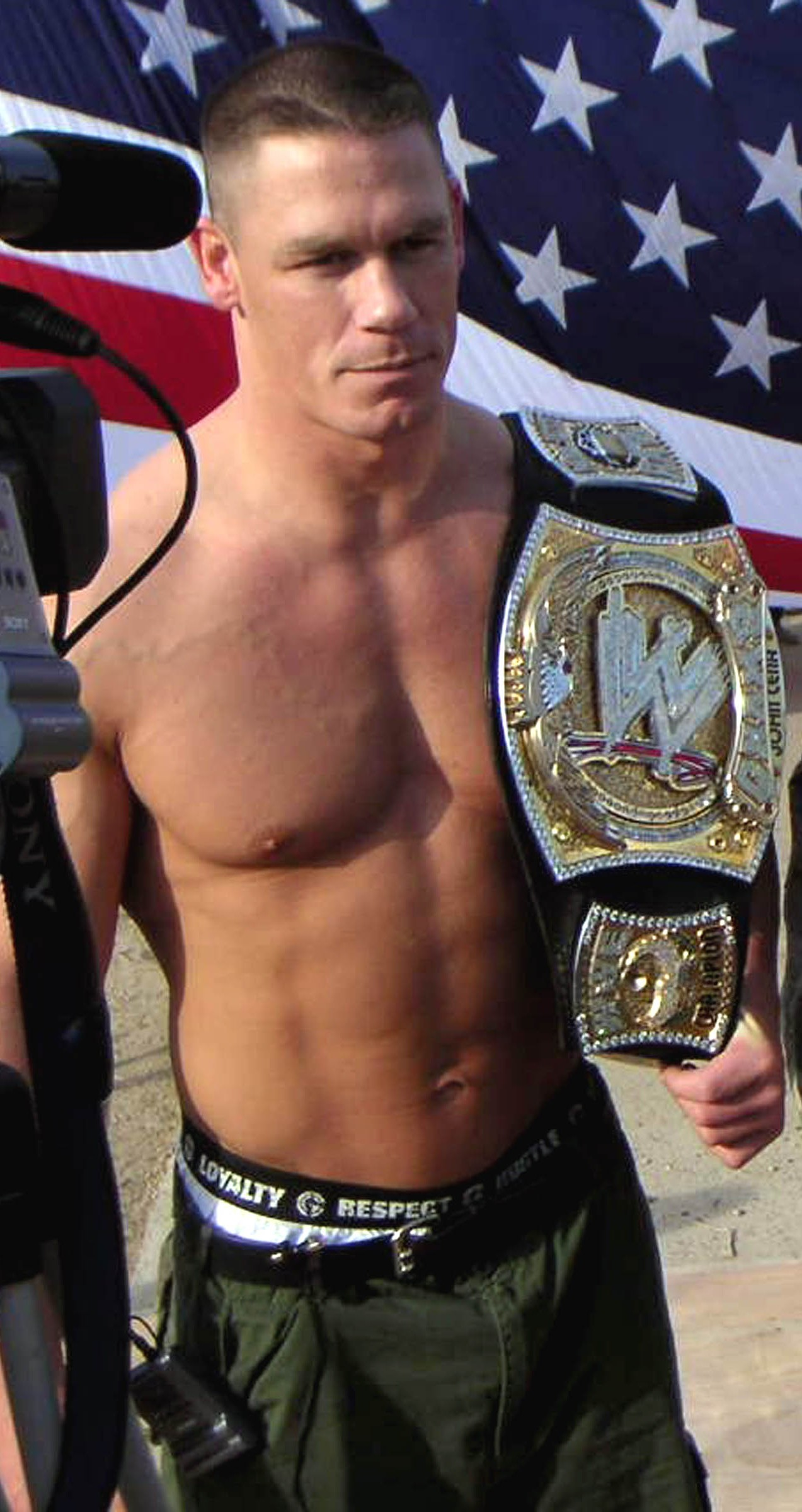
جان سینا که ۱۴ بار قهرمان این عنوان شده است، با طرح کمربند بین سال‌های ۲۰۰۵ تا ۲۰۱۳ مشاهده می‌شود.

نام قهرمانی بی چون و چرا تا اولین تفکیک برند ها ادامه یافت تا اینکه با این اتفاق، هر برند دارای کمربندهای مختص به خودش شد و کشتی‌گیران تنها مختص به یک برند بودند؛ با این حال دارنده قهرمانی بی چون و چرا تنها فردی بود که اجازه حضور در هر دو برند را داشت.
در مه ۲۰۰۲، دبلیودبلیواف به دبلیودبلیوئی تغییرنام داد و بر این اساس، نام عناوین نیز تغییر پیدا کرد. در ابتدا مسابقات قهرمانی به هیچ برندی وابسته نبود و هر کشتی‌گیری فارغ از هر برند می‌توانست قهرمان را به چالش بکشد. پس از انتصاب اریک بیشاف و استفانی مک‌من به عنوان مدیر کل برند راو و اسمک‌داون، رقابت بین این دو به جایی رسید که مک‌من توانست قهرمان بی چون و چرای وقت، براک لزنر را متقاعد کند که فقط در برند اسمک‌داون حاضر باشد.، با این اتفاق، برند راو بدون عنوان جهانی باقی ماند. در پاسخ به این اتفاق، بیشاف اعلام کرد که لزنر از دفاع عنوان خود در برابر رقیب شماره ۱ تعیین شده، تریپل اچ، امتناع می‌ورزد و به همین سبب، عنوان قهرمانی سنگین‌وزن جهان را به تریپل اچ اهدا کرد. بلافاصله پس از این اتفاق، قید «بی چون و چرا» حذف و این عنوان به «قهرمانی دبلیودبلیوئی» تغییر نام داد.
در طول اولین تقسیم برند، قهرمانی دبلیودبلیوئی دو بار در برند اسمک‌داون و سه بار در برند راو مورد استفاده قرار گرفت و در همه موارد به جز دو سال، در نتیجه درفت، برند این عنوان تغییر پیدا کرد. در ژوئن ۲۰۰۶، دبلیودبلیوئی برند سومی را با نام ای‌سی‌دبلیو تأسیس کرد. هنگامیکه راب ون دم در ژوئن ۲۰۰۶ قهرمان شد، این عنوان برای مدت کوتاهی به عنوان کمربند جهانی این برند مورد استفاده قرار می‌گرفت تا اینکه قهرمانی ای‌سی‌دبلیو که در سال ۲۰۰۱ در جریان ورشکستگی ECW غیرفعال شده بود، بار دیگر مورد استفاده قرار بگیرد. راب ون دم هر دو عنوان را در اختیار داشت تا اینکه ماه بعد، قهرمانی دبلیودبلیوئی را به ادج باخت. برند ای‌سی‌دبلیو در سال ۲۰۱۰ منحل شد و یک سال بعد، تقسیم برند ها به پایان رسید.
درست قبل از پایان اولین تقسیم برند، سی‌ام پانک قول داد که با پایان مدت قراردادش در ۱۷ ژوئیه ۲۰۱۱، دبلیودبلیوئی را با کمربند قهرمانی ترک کند. در پی‌پرویوی مانی این د بنک ۲۰۱۱، پانک موفق به شکست جان سینا که قهرمان بود، شد و با کمربند قهرمانی، شرکت را ترک کرد. متعاقبا، عنوان توسط شرکت بدون صاحب اعلام شد و در شوی راو ۱۸ ژوئيه ۲۰۱۱، ری میستریو، با شکست دادن د میز در فینال تورنومنت ۸ نفره، قهرمان جدید شد ولی در همان شب، عنوانش را به جان سینا باخت و سینا برای نهمین بار، قهرمان دبلیودبلیوئی شد. چند هفته بعد، پانک به کمپانی برگشت و با اعلام اینکه قهرمان اصلی اوست، در سامر اسلم، با سینا مسابقه داد و با شکست دادن او، قهرمان بی چون و چرای دبلیودبلیوئی شد.

### ادغام مجدد و تقسیم برند دوم

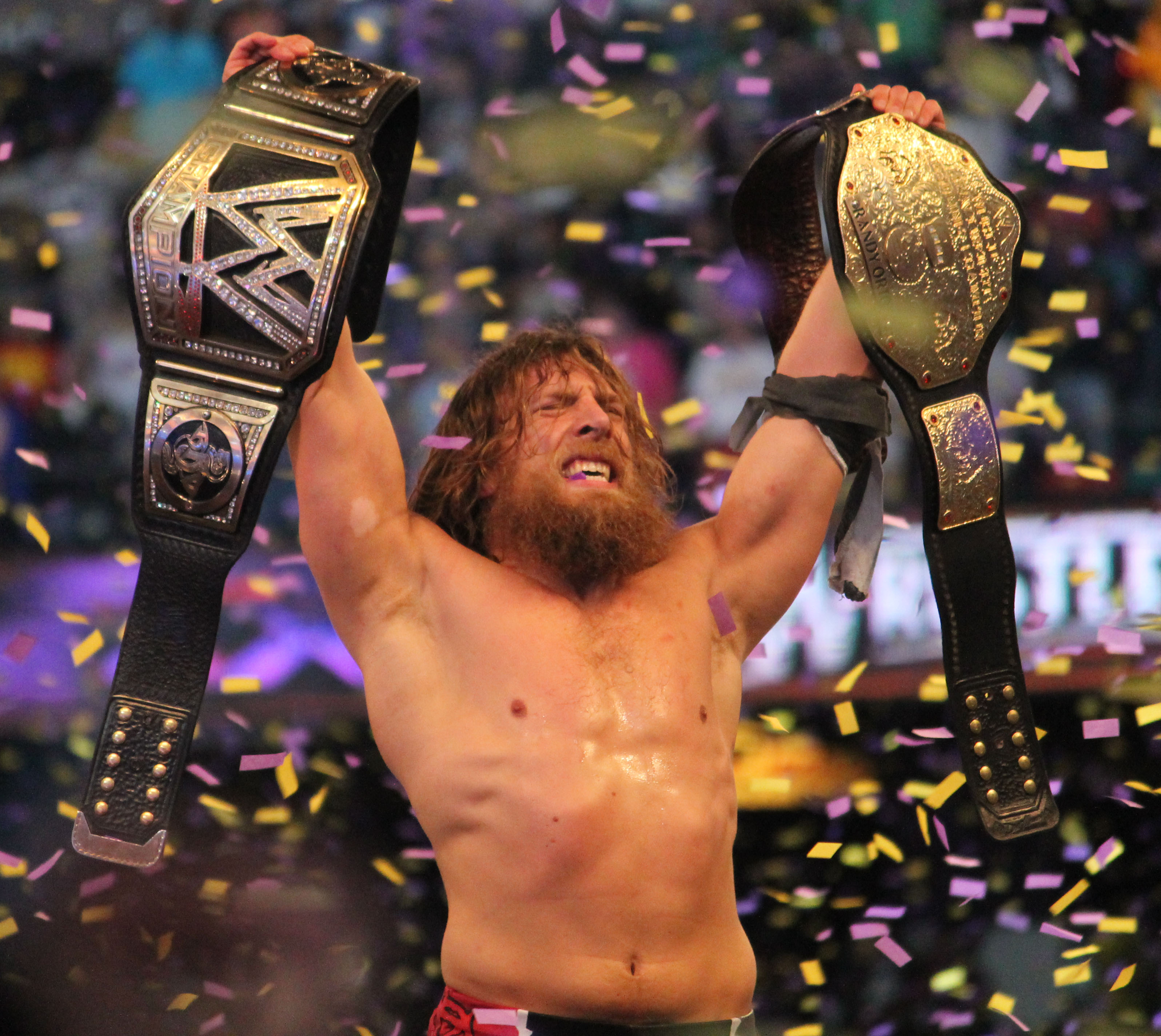
قهرمان چهار دوره عنوان، دنیل براین، با نسخه ۲۰۱۴−۲۰۱۳ کمربند قهرمانی (در دست راستش) و کمربند سنگین‌وزن قدیم (در دست چپش)، که به صورت با هم برای نشان دادن قهرمانی سنگین‌وزن جهانی دبلیودبلیوئی نشان داده می‌شد.

پس از پایان اولین تقسیم برند در آگوست ۲۰۱۱، قهرمان دبلیودبلیوئی و قهرمان سنگین‌وزن جهان می‌توانستند هم در راو و هم در اسمک‌داون ظاهر شوند. در نوامبر ۲۰۱۳، شب پس از سروایور سریز، جان سینا، قهرمان سنگین وزن جهان، رندی اورتن، قهرمان دبلیودبلیوئی را به چالش کشید تا قهرمان بی چون و چرای این شرکت مشخص شود. اورتن، سینا را در یک مسابقه تی‌ال‌سی در دسامبر ۲۰۱۳ شکست داد تا عناوین را با هم ادغام کند. پس از آن، عنوان به «قهرمانی سنگین وزن جهانی دبلیودبلیوئی» تغییر نام داد؛ قهرمانی دبلیودبلیوئی باقی ماند و قهرمانی سنگین وزن جهان بازنشسته شد. اورتن و قهرمانان بعدی هر دو کمربند قهرمانی را داشتند تا اینکه در اوت ۲۰۱۴، یک کمربند قهرمانی به قهرمان وقت براک لزنر داده شد.
پس از اینکه دین امبروز در ژوئن ۲۰۱۶ قهرمان شد، نام این عنوان به قهرمانی دبلیودبلیوئی بازگشت. با توجه به بازگشت تفکیک برندها در ماه بعد، امبروز به اسمکدان درفت شد. سپس امبروز عنوان خود را در بتل‌گراند در ۲۴ ژوئیه در برابر کشتی‌گیران راو، سث رالینز و رومن رینز حفظ کرد و این عنوان را منحصر به اسمکدان کرد. در قسمت ۲۵ ژوئيه راو، برای رفع فقدان عنوان جهانی برای این برند، قهرمانی یونیورسال ایجاد شد. فین بلر اولین قهرمان این عنوان شد. پس از پرده برداری از عنوان یونیورسال، قهرمانی دبلیودبلیوئی به قهرمانی جهانی دبلیودبلیوئی تغییر نام داد، اما تنها چند ماه بعد و در دسامبر ۲۰۱۶ و در زمان قهرمانی ای‌جی استایلز به قهرمانی دبلیودبلیوئی بازگشت.
در ۷ نوامبر ۲۰۱۷ برای اولین بار، قهرمان این کمربند در خارج از آمریکای شمالی تغییر پیدا کرد؛ زمانی که ای‌جی استایلز با شکست دادن جیندر ماهال در شوی اسمک‌داون در منچستر، انگلیس مجددا قهرمان شد. هم‌چنین برای اولین بار پس از ۱۵ سال، تغییر قهرمان یک عنوان قهرمانی در برند اسمک‌داون اتفاق افتاد؛ آخرین بار در سال ۲۰۰۳ بود که براک لزنر، کرت انگل را شکست داد.

### رابطه با قهرمانی یونیورسال

رومن رینز با طرح کنونی کمربند بی چون و چرای یونیورسال دبلیودبلیوئی (۲۰۲۳ - تاکنون) که نشان‌دهنده همزمان دو عنوان دبلیودبلیوئی و یونیورسال بود. پس از پیروزی کودی رودز در رسلمنیا ۴۰، کلمه یونیورسال از نام کمربند حذف و رینز به عنوان آخرین قهرمان عنوان قهرمانی یونیورسال شناخته شد.

در شب دوم رسلمنیا ۳۸ در آوریل ۲۰۲۲، رومن رینز که قهرمان عنوان یونیورسال بود، با شکست دادن قهرمان دبلیودبلیوئی، براک لزنر، قهرمان هر دو عنوان شد و نام کمربند به «قهرمان ی بی چون و چرای یونیورسال دبلیودبلیوئی» تغییر پیدا کرد، اما با وجود ادغام، هر دو عنوان فعال باقی ماندند و رینز در هر دو برند از این عنوان دفاع می‌کرد. در شوی راو به تاریخ ۲۴ آوریل ۲۰۲۳، مدیر ارشد محتوای دبلیودبلیوئی، تریپل اچ اعلام کرد که رینز در درفت ۲۰۲۳ به یک برند درفت خواهد شد و صرف‌نظر از آن برند، کمربند قهرمانی سنگین‌وزن جدید که در آن شو رونمایی شد به برند مقابل تعلق خواهد گرفت. با درفت شدن رینز به اسمک‌داون، قهرمانی سنگین‌وزن به راو تعلق گرفت و سث رالینز نخستین قهرمان آن شد.
در ۲ ژوئن ۲۰۲۳ و در جریان شوی اسمک‌داون، تریپل اچ یک کمربند منحصربه‌فرد جدید به رینز ارائه کرد تا نشان‌دهنده هر دو عنوان باشد. دبلیودبلیوئی با این حال اعلام کرد که هم‌چنان هر دو کمربند به صورت همزمان فعال هستند ولی تاریخچه‌ای جدا از هم خواهند داشت و صرفا با یک کمربند نشان داده می‌شوند. با شکست خوردن رومن رینز توسط کودی رودز در رسلمنیا ۴۰ در آوریل ۲۰۲۴، قید «یونیورسال» از عنوان قهرمانی حذف و کمربند به «قهرمانی بی چون و چرای دبلیودبلیوئی» تغییر نام داد و کمربند یونیورسال غیرفعال شد.

## قهرمانان

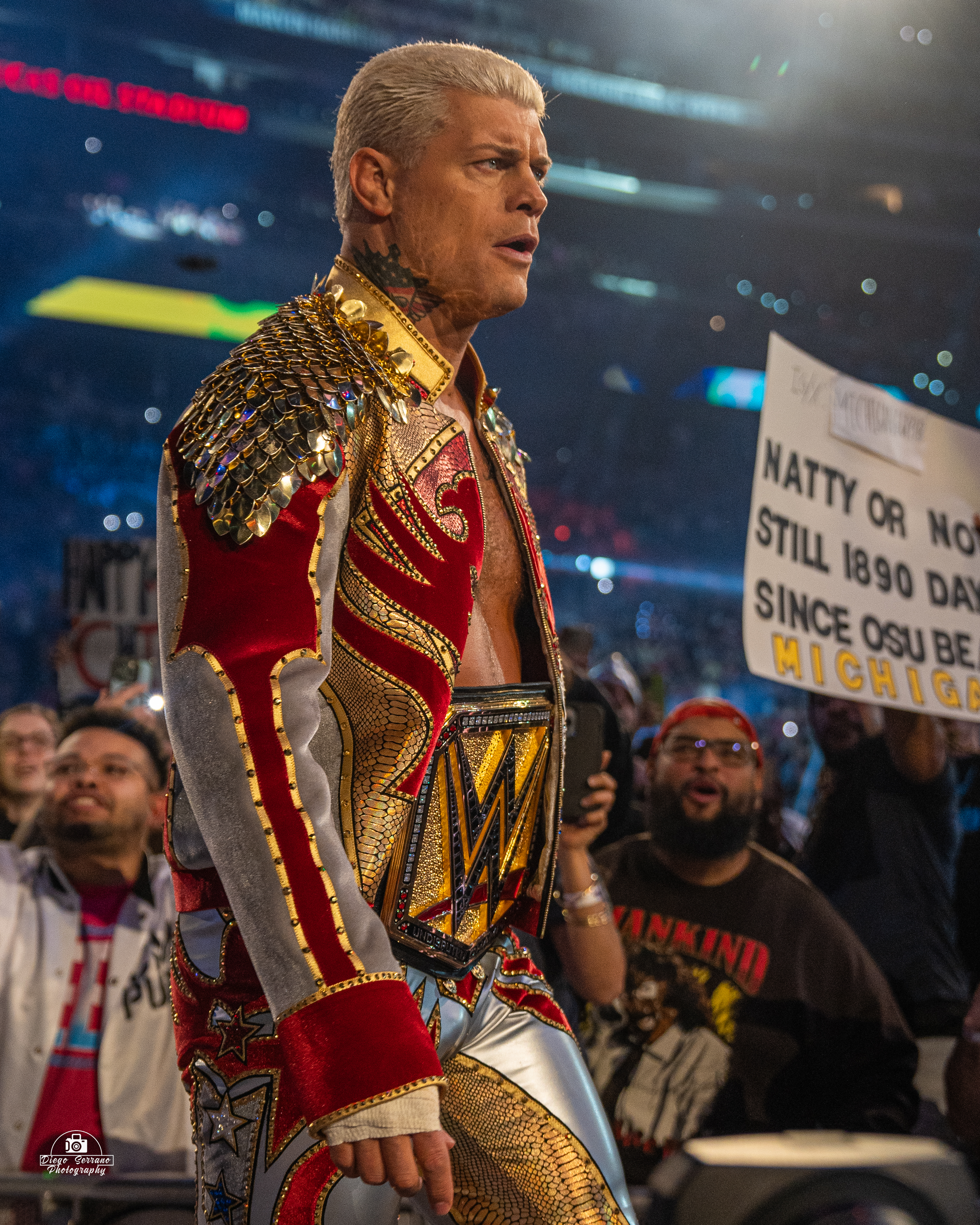
قهرمان کنونی عنوان قهرمانی بی چون و چرای دبلیودبلیوئی، کودی رودز

این کمربند قهرمانی، نخستین کمربند قهرمانی جهان است که توسط دبلیودبلیوئی در سال ۱۹۶۳ ایجاد شده است. نخستین قهرمان، بادی راجرز بود و در کل، این عنوان تاکنون ۵۴ قهرمان مختلف را دیده و ۱۱ بار این عنوان، بدون قهرمان بوده است. طولانی ترین قهرمان، برونو سن مارتینو بود که به مدت ۷ سال و ۸ ماه قهرمان بود. آندره د جاینت با کمتر از ۲ دقیقه، کوتاه ترین قهرمان بود. جان سینا با ۱۴ بار قهرمانی، بیشترین تعداد را در میان سایر کشتی‌گیران دارد.
در جدول زیر، تمامی افرادی که حداقل یک بار قهرمان عنوان دبلیودبلیوئی شده‌اند به همراه تعداد روزهای جمعی قهرمانی‌شان نوشته شده است. 
| شماره | قهرمان                | تعداد دفعات | تعداد روزهای جمعی قهرمانی |
| ----- | --------------------- | ----------- | ------------------------- |
| ۱     | برونو سن مارتینو      | ۲           | ۴۰۴۰                      |
| ۲     | هالک هوگان            | ۶           | ۲۱۸۸                      |
| ۳     | باب بکلاند            | ۲           | ۲۱۳۸                      |
| ۴     | جان سینا              | ۱۴          | ۱۳۵۹                      |
| ۵     | پدرو مورالس           | ۱           | ۱۰۲۷                      |
| ۶     | رومن رینز             | ۴           | ۸۵۰                       |
| ۷     | براک لزنر             | ۷           | ۸۲۸                       |
| ۸     | رندی اورتن            | ۱۰          | ۶۷۴                       |
| ۹     | برت هارت              | ۵           | ۶۵۴                       |
| ۱۰    | تریپل اچ              | ۹           | ۶۰۵                       |
| ۱۱    | استون کلد استیو آستین | ۶           | ۵۲۸                       |
| ۱۲    | رندی سوج              | ۲           | ۵۲۰                       |
| ۱۳    | ای جی استایلز         | ۲           | ۵۱۱                       |
| ۱۴    | سی ام پانک            | ۲           | ۴۶۲                       |
| ۱۵    | شاون مایکلز           | ۳           | ۳۹۶                       |
| ۱۶    | کودی رودز             | ۲           | +۳۹۴                      |
| ۱۷    | د راک                 | ۸           | ۳۷۳                       |
| ۱۸    | کوین نش               | ۱           | ۳۵۸                       |
| ۱۹    | درو مکنتایر           | ۲           | ۲۹۸                       |
| ۲۰    | کرت انگل              | ۴           | ۲۹۵                       |
| ۲۱    | بیلی گراهام           | ۱           | ۲۹۶                       |
| ۲۲    | آلتیمیت واریر         | ۱           | ۲۹۳                       |
| ۲۳    | یوکوزونا              | ۲           | ۲۸۰                       |
| ۲۴    | جی بی ال              | ۱           | ۲۷۹                       |
| ۲۵    | آندرتیکر              | ۴           | ۲۳۷                       |
| ۲۶    | سث رالینز             | ۲           | ۲۲۰                       |
| ۲۷    | بابی لشلی             | ۲           | ۲۱۵                       |
| ۲۸    | دنیل برایان           | ۴           | ۲۰۷                       |
| ۲۹    | شیمس                  | ۳           | ۱۸۱                       |
| ۳۰    | کوفی کینگستون         | ۱           | ۱۸۰                       |
| ۳۱    | جیندر ماهال           | ۱           | ۱۶۹                       |
| ۳۲    | د میز                 | ۲           | ۱۶۷                       |
| ۳۳    | اج                    | ۴           | ۱۳۵                       |
| ۳۴    | ادی گوئرو             | ۱           | ۱۳۲                       |
| ۳۵    | ریک فلیر              | ۲           | ۱۱۸                       |
| ۳۶    | بیگ ای                | ۱           | ۱۱۰                       |
| ۳۷    | کریس جریکو            | ۱           | ۹۸                        |
| ۳۸    | سایکو سید             | ۲           | ۹۷                        |
| ۳۹    | دین امبروز            | ۱           | ۸۳                        |
| ۴۰    | آلبرتو دل ریو         | ۲           | ۸۲                        |
| ۴۱    | بیگ شو                | ۲           | ۷۷                        |
| ۴۲    | گروهبان اسلاتر        | ۱           | ۶۴                        |
| ۴۲    | بری وایت              | ۱           | ۴۹                        |
| ۴۳    | میک فولی              | ۳           | ۳۶                        |
| ۴۴    | جف هاردی              | ۱           | ۴۱                        |
| ۴۵    | باتیستا               | ۲           | ۳۶                        |
| ۴۶    | شیخ آهنین             | ۱           | ۲۸                        |
| ۴۷    | بادی راجرز            | ۱           | ۲۱                        |
| ۴۸    | راب ون دم             | ۱           | ۲۱                        |
| ۴۹    | ایوان کولوف           | ۱           | ۲۱                        |
| ۵۰    | استن استاسیاک         | ۱           | ۹                         |
| ۵۱    | وینس مکمن             | ۱           | ۴                         |
| ۵۲    | کین                   | ۱           | ۱                         |
| ۵۳    | ری میستریو            | ۱           | ۱>                        |
| ۵۴    | آندره د جاینت         | ۱           | ۱>                        |